# 四方拝
| 宮中祭祀の主要祭儀一覧             |
| 四方拝・歳旦祭                     |
| 元始祭                             |
| 奏事始                             |
| 昭和天皇祭（先帝祭）               |
| 孝明天皇例祭（先帝以前三代の例祭） |
| 祈年祭                             |
| 天長祭（天長節祭）                 |
| 春季皇霊祭・春季神殿祭             |
| 神武天皇祭・皇霊殿御神楽           |
| 香淳皇后例祭（先后の例祭）         |
| 節折・大祓                         |
| 明治天皇例祭（先帝以前三代の例祭） |
| 秋季皇霊祭・秋季神殿祭             |
| 神嘗祭                             |
| 新嘗祭                             |
| 賢所御神楽                         |
| 大正天皇例祭（先帝以前三代の例祭） |
| 節折・大祓                         |

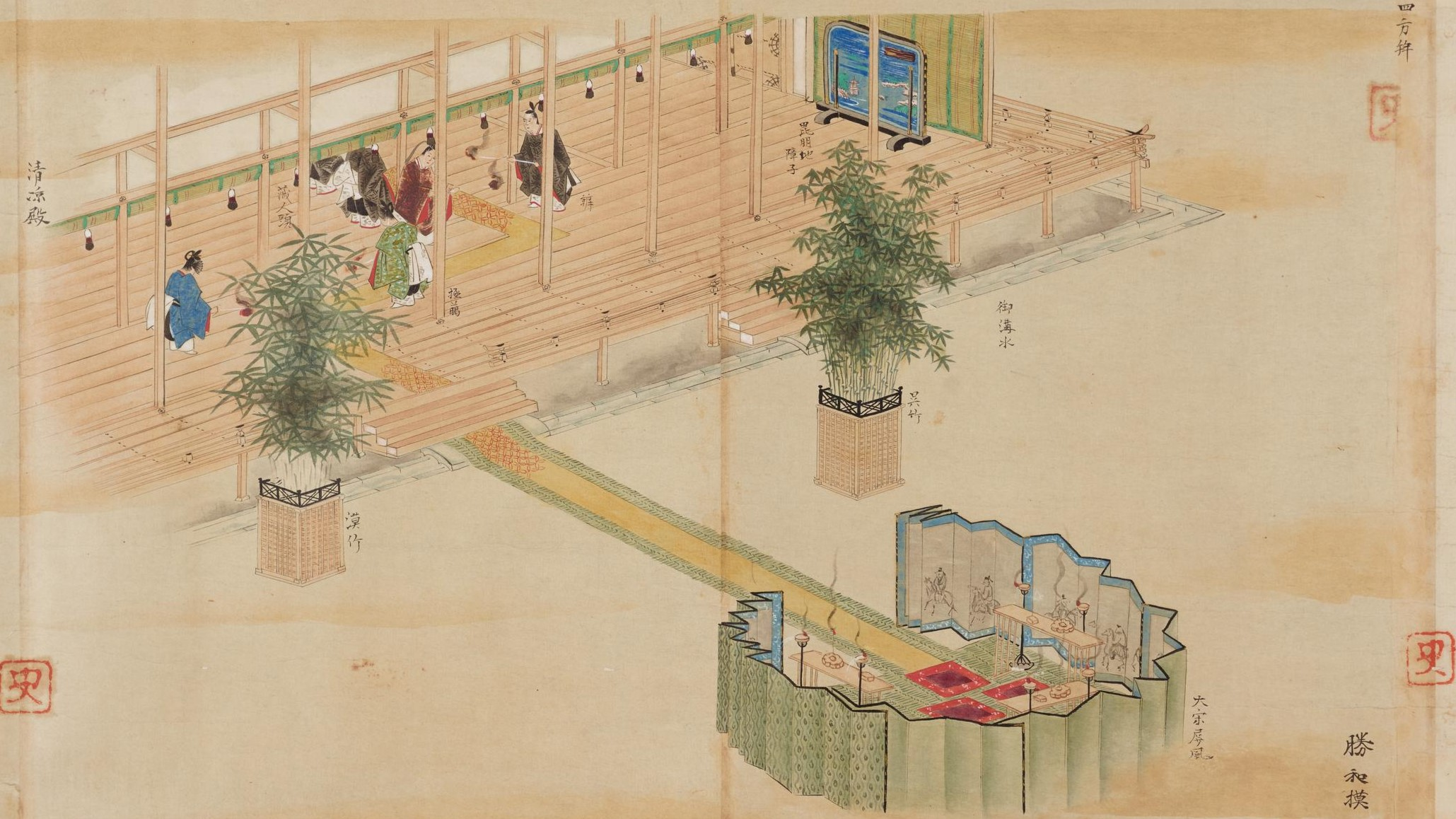
清涼殿前庭での四方拝（「近代年中行事絵」）

四方拝（しほうはい）とは、毎年1月1日（元日）の早朝、宮中の庭で天皇が天地四方の神祇を拝する儀式。四方を拝し、年災消滅、五穀豊穣を祈る宮中祭祀。

## 概要
四方拜は、毎年1月1日（元日）の早朝、歳旦祭に先だって、宮中・神嘉殿の南庭で天皇が天地四方の神祇を拝する儀式である。殿上ではなく庭上で行われるのは天皇自らが地上に降り立ち身をへり下り天神地祇を拝するという意味があるとされ、このことを「庭上下御」という。
祝祭日が法定された明治時代初期から1945年（昭和20年）頃までは、この宮中祭祀の行われる1月1日は四方節とよばれていた。皇室令の一つである皇室祭祀令（明治41年皇室令第1号）第23条は、「歳旦祭ノ当日ニハ之ニ先タチ四方拝ノ式ヲ行ヒ…但シ天皇喪ニ在リ其ノ他事故アルトキハ四方拝ノ式ヲ行ハス」と定める。1947年（昭和22年）に同令が廃止された後は、皇室の私的な行事として、旧例に準拠して行われている。
儀式の大要は次の通りである。1月1日（元日）の午前5時30分に、天皇が黄櫨染御袍と呼ばれる束帯を着用し、皇居の宮中三殿の西側にある神嘉殿の南側の庭に設けられた仮屋の中に入り、伊勢神宮の皇大神宮・豊受大神宮の両宮に向かって拝礼した後、続いて四方の諸神祇を拝する。この時に天皇が拝する神々・天皇陵は、伊勢神宮、天神地祇、神武天皇陵・先帝三代の各山陵、武蔵国一宮（氷川神社）、山城国一宮（賀茂別雷神社と賀茂御祖神社）、石清水八幡宮、熱田神宮、常陸国一宮（鹿島神宮）、下総国一宮（香取神宮）である。
2009年（平成21年）の四方拝は、当時の天皇明仁（第125代天皇）の高齢化に伴う祭祀の簡略化により、皇居の御所において行われた。

## 沿革

### 飛鳥時代
本朝における四方拝の文献上の初見は、『日本書紀』の「皇極天皇元年八月朔日条」である。天皇は南渕で「四方を拝み、天を仰ぎ祈り給ふ」と出ており、これがそもそもの始まりだという。この時の皇極天皇の四方拝は祈雨が目的であったが、天皇の親拝であること、その名称が「四方拝」であることから、平安期に制度化した四方拝への何らかの影響関係があるとされている。
また飛鳥・藤原京時代の天皇陵は八角墳であり、大極殿の高御座も八角形につくられていることなどから、藤原京では四方八方の全土の支配と安寧をしめす祭儀が行われていたと考えられる。このようなことから、代拝不可の要素は北辰を拝する天皇の大権に関わる可能性もあるとされている。

### 平安時代
病気や疫病、地震、火災、天災といった災い事は、すべて「神の祟りが起こすもの」と考えられ、祟りを起こす神の存在を鬼に例えたり、疫神として恐れていた。陰陽道が平安貴族社会を基盤にして呪術的に展開されており、律令制の神祇祭祀の中に、陰陽要素を含む祭祀が数多く存在し、疫神祭、鎮花祭、風神祭、大祓、宮城四隅疫神祭、防解火災祭、螢惑星祭など様々な、祭祀が行われており、京内を結界（聖なる領域と俗なる領域）し、京城四隅疫神祭（都）や宮城四隅疫神祭（内裏）など、「四角四境」の祭祀を行い、世の安泰を願っていた。
平安期の四方拝制度化には桓武天皇が行った古代中国の皇帝祭祀である郊祀の影響が見られるとされる。これは古代中国の皇帝が行っていた祭天郊祀を朝鮮半島で唯一行っていた百済王（冊封候である新羅・高句麗は皇帝を憚って郊祀をしなかった）より百済王氏を通じてその支援の下に行われたものであったとされる。
現在行われている四方拝は平安時代初期、嵯峨天皇の治世（9世紀初め）に宮中で始まったとされている。儀式として定着したのは宇多天皇の時代（9世紀末）とされ、『宇多天皇御記』の寛平2年元旦（ユリウス暦890年1月25日）が四方拝が行われた最古の記録である。
宇多天皇は「わが国は神国である。よって毎朝四方の大中小の神祇を敬拝する。敬拝のことは、今より始まる。以後一日たりとも怠ること無し」（『宇多天皇御記』仁和四年十月十九日条）と記してあり、嵯峨天皇の弘仁年間に成立した「元旦四方拝」を前提にその制度化と「毎朝御拝」の創祀があったと考えられている。

### 安土桃山時代
豊臣秀吉による陰陽師弾圧や迫害が始まり、祈祷や占いを生業とする陰陽師を地方に追いやり、一気に力を失っていき、当時陰陽寮にいた正式な陰陽師の数をはるかに超える陰陽師と名乗る人間が全国に流れた。戦国時代の迫害で、筆頭の土御門家であっても陰陽道の相伝や法具などの多くを焼失した。陰陽道の最も重要な「大法」の泰山府君祭（たいざんふくんさい）の祭壇も喪失し、京都吉田神社から法具を借用して御所の地鎮祭を行った。その影響が大きく、宮中祭祀は神道色を色濃くしていった。一方陰陽道は、幕府からの認可のもと、土御門泰福が垂加神道の影響を受けて天社神道として神道化させた
宮中祭祀において天皇が行う他の拝礼では、摂関や神祇伯が代拝することもあったが、四方拝は天皇本人の守護星や父母に対する拝礼であるため、代拝は行われなかった。江戸時代に白川雅喬が著した『家説略記』には、四方拝は守護星・祖廟を拝礼する儀式であると述べて神道儀礼であることを否定している（「非神祭」）ことから、四方拝が道教や陰陽道の下に成立した儀式であって、本来神道とは無関係な儀式であった可能性もある。
天皇に倣って、貴族や庶民の間でも四方拜は行われ、一年間の豊作と無病息災を祈ったが、時代を経るごとに宮中行事として残るのみとなった。
15世紀後半には応仁の乱で一時中断されたが、後土御門天皇の治世の文明7年（1475年）に再興されて以後、19世紀後半の孝明天皇の治世に至るまで、京都御所の清涼殿の前庭で行われた。

### 明治以前の式次第
1月1日の寅の刻（午前4時ごろ）に、天皇が御所の綾綺殿で黄櫨染御袍を着用し、清涼殿東庭に出御する。清涼殿東庭には、あらかじめ、「嘱星御拝御座」「四方御拝御座」「山陵御拝御座」の三座が設けられている。
天皇はまず最初に「嘱星御拝御座」に着座して、天皇の属星（ぞくしょう）に拝礼する。次に「四方御拝御座」に着座して天地四方の神霊に拝礼する。最後に「山陵御拝御座」に着座して父母の山陵（父母が健在の場合には省略）などの方向を拝礼する。それぞれ、玉体安穏・宝祚延長を祈った。また、江戸時代には、属星拝礼後に「嘱星御拝御座」において内侍所・伊勢神宮への拝礼が行われ、父母の御陵拝礼前に「山陵御拝御座」にて歴代天皇の山陵（対象は時期によって異なる）に対する拝礼が追加されたことも知られている。なお、伊勢神宮への拝礼に関しては院四方拝においては、後深草院以来の慣例であったとする『花園天皇日記』元応2年（1320年）元日条の記事があり、中世に院で行われたものが後に天皇の四方拝でも採用されたと考えられている。
この拝礼のとき、天皇は独特の言葉（呪文）を唱えた。それは『内裏儀式』・『江家次第』によると次の通りである。
| 賊寇之中過度我身 毒魔之中過度我身 毒氣之中過度我身 毀厄之中過度我身 五危六害之中過度我身 五兵六舌之中過度我身 厭魅之中過度我身 萬病除癒 所欲随心 急々如律令 |

なお、「五危」は「五厄」とする史料もある。
また明治時代以前の元旦四方拝の祭器具には「大宋御屏風」があったが、「大宋」とは中国南朝の「劉宋」のことであり、漢の天地を祭る皇帝祭祀である明堂祭祀が南朝の劉宋を経て日本に継承された品であると位置づけられること、元旦四方拝の天皇の礼服である黄櫨染御袍は「月令思想」の中央である土王「黄」を表しているとし古代中国の皇帝祭祀との関連も指摘されている。
『内裏儀式』『西宮記』によれば正月元旦、鶏鳴の丑刻（午前二時）より東庭に屏風四帖が立てられ、属星を拝する座の前には燈明、各座の前には白木の机の上に香が焚かれ花が置かれ、寅の刻（午前三時）から行われてきた。祭儀次第は一、属星拝。二、天地四方拝。三、（父母）二陵拝。であったという。

### 明治時代以後
明治以後は、国学的観点から、道教の影響（北斗七星信仰や急々如律令などの呪文）は排除され、神道祭祀として再構成された上、国の行事として行われて四方節と呼ばれ、祝祭日の中の四大節の一つとされていた。
明治時代以後の式次第
式に先だって、皇居・宮中三殿の付属施設である神嘉殿の南庭にあらかじめ仮屋を設け、中央に簾薦を敷き屏風2双を立ち廻らし、その中に御座を設け灯台2基を供する。1月1日午前5時30分、天皇は綾綺殿で黄櫨染御袍を着用し、掌典長の先導で神嘉殿南庭に出る。拝礼の御座で、伊勢神宮の皇大神宮・豊受大神宮の両宮に向かって拝礼した後、続いて四方の諸神祇を拝する。この時に天皇が拝する神々・天皇陵は、伊勢神宮、天神地祇、神武天皇陵・先帝三代の各山陵、武蔵国一宮（氷川神社）、山城国一宮（賀茂別雷神社と賀茂御祖神社）、石清水八幡宮、熱田神宮、常陸国一宮（鹿島神宮）、下総国一宮（香取神宮）でこれらを順次拝する。四方拝を終えると、天皇は宮中三殿（賢所、皇霊殿、神殿）をそれぞれ拝礼する。
天皇に事故があって四方拝を行えないときも代拝を行わない慣例は、従前の通りである。
第二次世界大戦中の昭和20年（1945）の元旦には、B29爆撃機の襲来を知らせる空襲警報が鳴ったが、昭和天皇は防空壕としていた御文庫前を臨時の斎場として四方拝を執り行った。